# Acadèmia de les Ciències de Califòrnia
L'Acadèmia de les Ciències de Califòrnia (California Academy of Sciences) és un dels deu majors museus d'història natural del món i una de les institucions acadèmiques més antigues dels Estats Units d'Amèrica. Es troba al Golden Gate Park a San Francisco. L'Aquari Steinhard i el Planetari Morrison estan dins dels seus murs. L'Acadèmia va ser creada el 1853 com una societat i segueix donant suport a molts programes de recerca, així com les exposicions públiques i les activitats educatives.

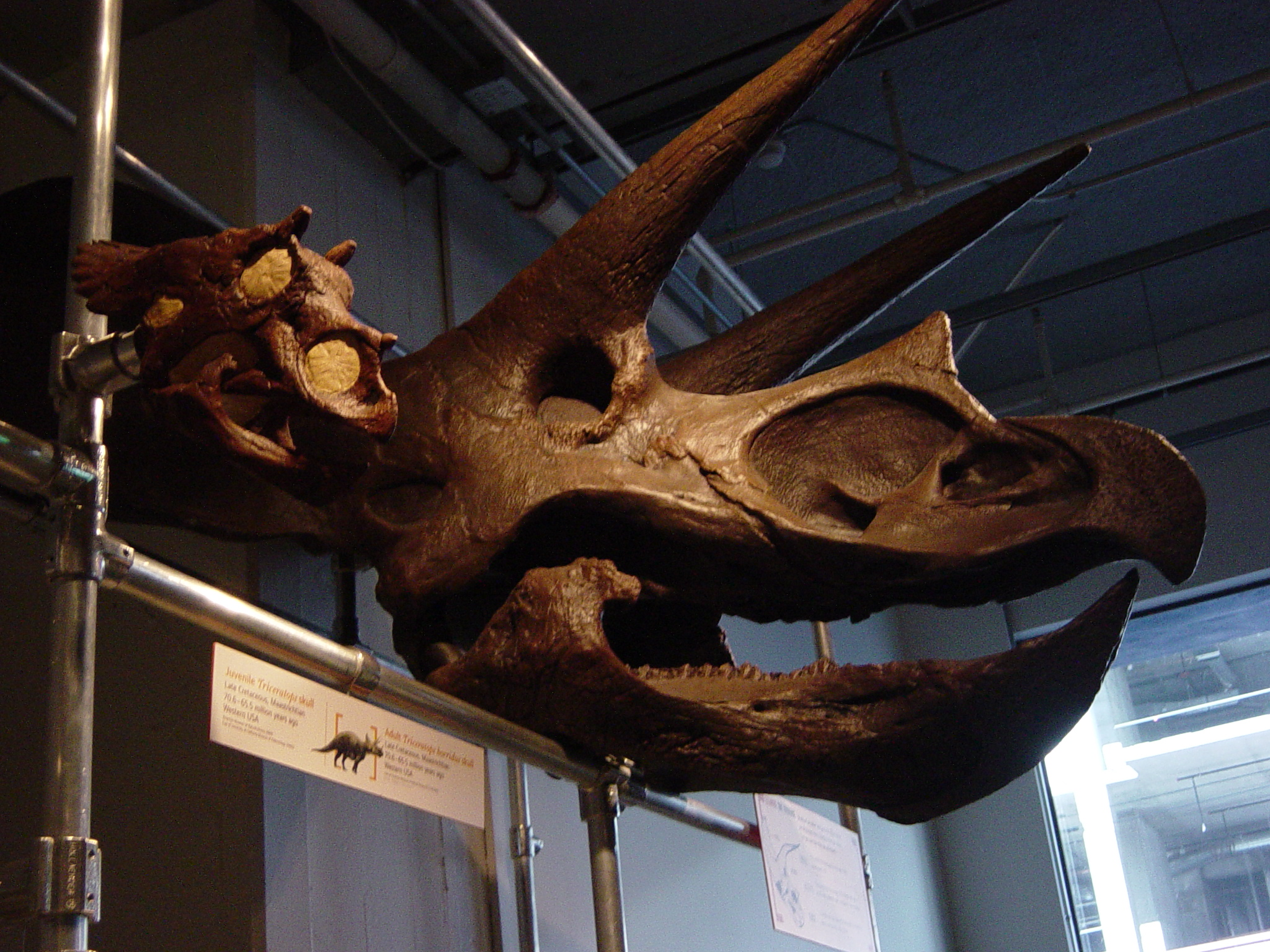
Fossils de Triceratops jove i adult exposats a l'Acadèmia de les Ciències de Califòrnia

## Història
L'Acadèmia de les Ciències de Califòrnia va ser fundada el 1853, només tres anys després que Califòrnia s'unís als Estats Units, convertint-se en la primera entitat d'aquest tipus a l'oest. Entre els seus objectius inicials, hi ha una recerca sistemàtica de cada part d'aquest Estat i l'establiment d'una col·lecció de les seves rares i valuoses produccions. El 1868 la institució va canviar la seva denominació per l'Acadèmia de Ciències de Califòrnia.
L'Acadèmia s'ha preocupat del paper de la dona en la ciència, amb l'adopció d'una resolució en el seu primer any d'operació per ajudar les dones en els diversos camps de les ciències naturals i buscar la seva cooperació. Això permet que diverses dones botànics, entomòlegs i altres especialitats treballar per l'Acadèmia durant el segle xix, quan les oportunitats per a les dones científiques eren molt limitades, més enllà de tasques de càlcul.
El primer museu oficial de l'Acadèmia es va inaugurar el 1874 a la cantonada dels carrers Califòrnia i Dupont (actualment avinguda Grant a Chinatown), que atrau 80.000 visitants a l'any. Per respondre a aquesta popularitat, l'Acadèmia el 1891 es va traslladar a un edifici més gran i nou a Market Street, gràcies a l'herència de James Lick (1796-1876). Malauradament, només quinze anys després, el terratrèmol del 1906 a San Francisco, destruï una part important de la biblioteca i de les col·leccions. Afortunadament, una expedició a les illes Galápagos (la primera del seu tipus que fou financiada per l'Acadèmia) encara no s'havien integrat al fons de les col·leccions i es van poder salvar.
El 1916, l'Acadèmia es va traslladar al North American Hall of Birds and Mammals (edifici de la col·lecció d'aus i mamífers d'Amèrica del Nord), en el parc Golden Gate, és el primer edifici construït en aquest lloc, i es converteix en la seva seu permanent. El 1923 s'hi afegeix l'Acuari Steinhart i tot seguit, el 1934, la Sala Simson sobre l'Àfrica.
Durant la Segona Guerra Mundial, l'Acadèmia participa en l'esforç de la guerra utilitzant les seves instal·lacions per reparar els instruments de navegació i equips òptics dels vaixells de la Marina (San Francisco exerceix un paper central en la Guerra del Pacífic). El període posterior a la guerra els nous edificis es dediquen a: el Saló de la Ciència es va afegir el 1951, seguit pel Planetari de Morrison el 1952. Aquest planetari va ser el setè del seu tipus en els Estats Units i està equipat amb un far fet pel personal de la institució a través de l'experiència adquirida durant la guerra. El 1959 s'hi van afegir la biblioteca Malliard, l'edifici Eastwood de Botànica i la sala Livermore.
El terratrèmol de Loma Prieta el 1989 va causar danys en els edificis i es va haver de tancar al públic l'edifici de les aus. L'aquari Steinhart també va resultar greument danyat.
S'ha planejat de fer els edificis resistents a terratrèmols, donada la considerable tasca en qüestió, es va decidir una reconstrucció completa i tancament de les instal·lacions. La construcció de nous edificis es va iniciar el 12 de setembre de 2005 i s'instal·len les exposicions temporals en un lloc web. L'arquitecte que ha estat seleccionat és Renzo Piano, que ha dirigit el Centre Georges Pompidou a París. Els nous edificis es van inaugurar el 2008.